# Phlebektomie – Miniphlebektomie (Häkelverfahren)
Die Phlebektomie – auch Miniphlebektomie genannt – ist ein minimal-invasiver Eingriff, der schonend und risikoarm ist. Bei dem Verfahren werden störende Krampfadern an den Seitenästen der Stammvenen über kleinste Stiche (Hautinzisionen von 1 bis 2 Millimetern) und mit Hilfe von mikrochirurgischen Häkelnadeln aus dem oberflächlichen Venensystem herausgezogen.
Der Eingriff erfolgt in der Regel ambulant unter Lokalanästhesie. Dazu wird eine Betäubungsmittellösung in den Bereich der entsprechenden Seitenäste gespritzt, damit deren Entfernung für den Patienten schmerzfrei erfolgt (Tumeszenzanästhesie).
Wenn die Inzisionen kleiner als ca. 2 bis 3 Millimetern gehalten werden können, heilen sie im Idealfall völlig narbenfrei. Die chirurgisch gesetzten Stiche sind innerhalb relativ kurzer Zeit (drei bis sechs Monate) nicht mehr sichtbar und die Krampfadern sind langfristig entfernt.

## Geschichte
Der Schweizer Dermatologe Robert Muller (1912–2012) entwickelte in den 1960er Jahren das Verfahren der Phlebektomie im Universitätskrankenhaus (Inselspital) in Bern. Daher heißt das ambulante  Operationsverfahren auch „ambulante Phlebektomie nach Muller“.

## Phlebektomie

### Entscheidung für eine Phlebektomie
Vor der Phlebetomie erfährt der Venenarzt in der Anamnese alle relevanten Erkrankungen und Daten des Patienten. Im Patientengespräch wird der Patient über den Operationsverlauf und möglichen Nebenwirkungen oder Komplikationen informiert.
Der Venenfacharzt untersucht zuerst mit Ultraschall oder mit dem „Veinlite®-Speziallicht“ den Blutfluss in den Beinen. Er erkennt im oberflächlichen Venensystem Blutverlaufsstörungen und weist alle erweiterten, oberflächlichen Venen und Krampfadern (Varizen) nach.
Da Acetylsalicylsäure (ASS), Schlafmittel oder alkoholische Getränke als auch andere Schmerzmittel die Blutgerinnung verzögern und zu unerwünschten Blutungen führen können, sollte der Patient für die Dauer von sieben bis zehn Tagen vor dem Eingriff darauf verzichten.
Um nach dem Eingriff die Wundheilung nicht zu gefährden, sollten Raucher ihren Nikotinkonsum bereits vier Wochen vor dem Eingriff stark einschränken.

### Vorbereitung der Phlebektomie
Weite, bequeme Kleidung an den Beinen wird empfohlen, unter der nachher ein Verband getragen werden kann.
Nach einer gründlichen Rasur markiert der Venenarzt am stehenden Patienten auf Basis des Befundes und einzelner Bildgebungen die Zonen mit den zu entfernenden Krampfadern.
Kurz vor der Operation spritzt ein Arzt dem Patienten eine Kochsalzlösung mit Lokalanästhetikum. Dadurch wird der Eingriff schmerzlos und unblutig. Anschließend erfolgt die gründliche Desinfektion und sterile Abdeckung des geplanten Operationsgebiets.

### Minichirurgische Phlebektomie
An den zuvor markierten Stellen nimmt der Operateur mit dem Skalpell kleine Schnitte im Sinne von Stichinzisionen vor. Die Einstiche messen höchstens zwei Millimeter und fungieren als Eingang für das mikrochirurgische Instrumentarium des Operateurs. Durch den kleinsten Mikroschnitt wird dann ein hakenförmiges Instrument durch die Haut in das Unterhautfettgewebe eingeführt, wo die Vene verläuft. Sobald der Operateur die Varizen aufgefunden hat, zieht er sie aus dem Gewebe und entfernt die krankhaft veränderten Blutgefäße dauerhaft aus dem Venensystem. Mit einem weiteren Mikrostich wird dann ein erneuter Zugang zum Unterhautfettgewebe gelegt und der nächste Teil der Vene entfernt.
Im Anschluss der Behandlung mit Phlebektomie wird der Facharzt kleine Pflaster auf dem Schnitt anbringen und das Bein wird bandagiert. Die Operation dauert rund eine Stunde.
Die Schnitte sind äußerst klein, verheilen schnell und müssen weder genäht noch getapt werden. Eine Narbenbildung ist aufgrund der kleinsten Einstiche kaum sichtbar.

### Nachsorge der Behandlung mit Phlebektomie
Nach Abschluss der Behandlung wird ein Verband angelegt. Alle ein bis zwei Tage erfolgt ein Verbandswechsel.
Um den Heilungsprozess zu fördern und um Blutgerinnsel zu vermeiden, sollte der Patient nach der Phlebektomie nach Muller, für rund zwei Wochen einen Druckverband (Kompressionsverband) oder einen Kompressionsstrumpf (Thrombosestrumpf) tragen.
Nach einer Phlebektomie ist die Mobilität des Patienten nur wenig eingeschränkt. Er kann sich gleich wie gewohnt frei bewegen. Er ist wieder mobil und meistens nach ein bis zwei Tagen auch wieder arbeitsfähig.
Nach jeder Operation hilft gemäßigte Bewegung Wundheilungsstörungen zu vermeiden. Intensive Aktivitäten sollten in den ersten fünf Tagen nach der Behandlung vermieden werden. Ruhigere Aktivitäten, wie zum Beispiel spazieren zu gehen, sind empfehlenswert. Zwei Wochen nach der Operation kontrolliert der behandelnde Arzt den Heilungserfolg nach.

### Mögliche Nebenwirkungen und Risiken
An den Einstichstellen kommt es zu Blutergüssen mit blauen Verfärbungen des Gewebes an den Beinen, sogenannte Hämatome. Es ist individuell vollkommen unterschiedlich, wie schnell diese wieder verschwinden. In der Regel klingen sie nach kurzer Zeit von allein wieder ab, aber in Einzelfällen kann es bis zu sechs Monate dauern, bis sie weg sind.
Im behandelten Bereich kann es gelegentlich durch irritierende Reizung von Hautnerven oder durch mögliche Verletzung zu Missempfindung bis zu begrenzten Taubheitsgefühlen kommen. Diese sind in der Mehrzahl der Fälle vorübergehender Natur, in sehr seltenen Fällen können sie jedoch auch bleiben.
Wie bei jedem Eingriff besteht die Gefahr einer Wundinfektion. Sie wird durch sorgfältige Hautdesinfektion und steriles Arbeiten vor der OP minimiert. Bei auftretender Wundinfektion kann die Gabe eines Antibiotikums notwendig sein.
Es kommt nur selten zu einer Venenthrombose und Embolien. Dem kann durch eine „Thrombosespritze“ mit Heparin vorgebeugt werden.
Auch kleine, bleibende Narben können das kosmetische Ergebnis stören.